# Alan (Argyll)
Alan († 1262) war ein schottischer Geistlicher. Ab 1262 war er Bischof des Bistums Argyll.
Nachdem das Bistum Argyll fast zehn Jahre lang von Bischof Clement von Dunblane verwaltet worden war, wurde Alan 1250 als Elekt erwähnt. Damit gilt er als der erste Bischof von Argyll, der nicht entsandt, sondern gewählt wurde. Er starb 1262.